# Isaac Welsh
Isaac Welsh (* 20. Juli 1811 im Belmont County, Ohio; † 25. November 1875 in Washington Township, Ohio) war ein US-amerikanischer Politiker. Er saß in der Ohio General Assembly und war von 1872 bis 1875 Treasurer of State von Ohio.

## Werdegang
Isaac Welsh wurde ungefähr ein Jahr vor dem Ausbruch des Britisch-Amerikanischen Krieges im Belmont County geboren. Er wuchs auf einer Farm auf und erhielt eine dürftige Schulbildung. Als Erwachsener zog er nach Beallsville (Monroe County), wo er Merchandising nachging, kehrte aber bald darauf nach Belmont County zurück. Welsh gehörte der Whig Party an bis zu deren Auflösung. Danach trat er der Republikanischen Partei bei. Er wurde 1857 in das Repräsentantenhaus von Ohio gewählt und 1859 wiedergewählt. Er saß in der 53. und 54. General Assembly. 1861 wurde er im 20. Bezirk von Ohio in den Senat gewählt. Er saß dann in der 55. General Assembly. Bei der Präsidentschaftswahl im Jahr 1868 fungierte er als Wahlmann für Ulysses S. Grant und Schuyler Colfax. 1871 wurde Welsh zum Treasurer of State von Ohio gewählt und 1873 wiedergewählt. Er verstarb 1875, bevor seine Amtszeit zu Ende war. Sein Sohn Leroy Welsh wurde für die verbleibenden Wochen der Amtszeit seines Vaters als Treasurer von Ohio zu seinem Nachfolger ernannt.
Isaac Welsh war mit Mary A. Armstrong aus Belmont County verheiratet. Er war ein Presbyterianer.